# Lycaeides
Lycaeides är ett släkte av fjärilar. Lycaeides ingår i familjen juvelvingar.

## Dottertaxa tillLycaeides, i alfabetisk ordning[1]
- Lycaeides abetonica
- Lycaeides abruzzorum
- Lycaeides acreon
- Lycaeides aegusella
- Lycaeides alcedo
- Lycaeides alpina
- Lycaeides alpophila
- Lycaeides altarmena
- Lycaeides amphion
- Lycaeides anna
- Lycaeides annetta
- Lycaeides apenninophila
- Lycaeides argus
- Lycaeides argyrobius
- Lycaeides argyrocapelus
- Lycaeides argyrocopus
- Lycaeides argyroela
- Lycaeides argyrognomon
- Lycaeides argyropeza
- Lycaeides argyrophalax
- Lycaeides argyrotoxus
- Lycaeides armoricana
- Lycaeides armoricanella
- Lycaeides armoricanoides
- Lycaeides astragaliphaga
- Lycaeides australissima
- Lycaeides balcanica
- Lycaeides baldur
- Lycaeides batavana
- Lycaeides bavarica
- Lycaeides bellieri
- Lycaeides bellofontanensis
- Lycaeides bergi
- Lycaeides buchara
- Lycaeides cajona
- Lycaeides calabricola
- Lycaeides calliopides
- Lycaeides caspica
- Lycaeides cleobata
- Lycaeides coerulea
- Lycaeides completa
- Lycaeides corsica
- Lycaeides croatica
- Lycaeides cuneata
- Lycaeides dalmatina
- Lycaeides danapriensis
- Lycaeides degener
- Lycaeides delunata
- Lycaeides demaculata
- Lycaeides djaggatai
- Lycaeides dubia
- Lycaeides elegans
- Lycaeides energetes
- Lycaeides euergetes
- Lycaeides extenta
- Lycaeides extincta
- Lycaeides extremata
- Lycaeides fridayi
- Lycaeides gazeli
- Lycaeides haefelfingeri
- Lycaeides idas
- Lycaeides idasoides
- Lycaeides inornata
- Lycaeides inyoensis
- Lycaeides ismenias
- Lycaeides ismenides
- Lycaeides ismenius
- Lycaeides italapulchra
- Lycaeides kanteana
- Lycaeides lacustris
- Lycaeides lapponica
- Lycaeides laria
- Lycaeides latialis
- Lycaeides leodorus
- Lycaeides letitia
- Lycaeides ligurica
- Lycaeides lombardiana
- Lycaeides longinus
- Lycaeides lycidas
- Lycaeides lycidasoides
- Lycaeides maracandica
- Lycaeides maritimalpina
- Lycaeides mazaffar
- Lycaeides melissa
- Lycaeides mexicana
- Lycaeides micrargus
- Lycaeides mira
- Lycaeides misera
- Lycaeides mongolica
- Lycaeides montanus
- Lycaeides myokoensis
- Lycaeides nabokovi
- Lycaeides nevadensis
- Lycaeides nocensis
- Lycaeides norvegica
- Lycaeides ongodai
- Lycaeides ornata
- Lycaeides paradoxa
- Lycaeides parvalaria
- Lycaeides philemon
- Lycaeides planorum
- Lycaeides postauraca
- Lycaeides postrauraca
- Lycaeides proxargyrognomon
- Lycaeides proxarmoricana
- Lycaeides pseudamoricana
- Lycaeides pseudarmoricana
- Lycaeides pseudosamuelis
- Lycaeides radiata
- Lycaeides rauraca
- Lycaeides regina
- Lycaeides rhenana
- Lycaeides sabina
- Lycaeides samuelis
- Lycaeides saturior
- Lycaeides selda
- Lycaeides shirahatai
- Lycaeides shiroumana
- Lycaeides shuroabatica
- Lycaeides singularis
- Lycaeides sinica
- Lycaeides stempfferschmidti
- Lycaeides sublivens
- Lycaeides subsolanus
- Lycaeides tancrei
- Lycaeides tapinaegus
- Lycaeides tarcrei
- Lycaeides togakusiensis
- Lycaeides transcaucasica
- Lycaeides tshimgana
- Lycaeides ultima
- Lycaeides unipuncta
- Lycaeides ussurica
- Lycaeides valesiaca
- Lycaeides violaceus
- Lycaeides vulgaris
- Lycaeides yagina